# Franz Viereckl
Franz Viereckl (* 25. April 1892 in Schönhof, Österreich-Ungarn; † nicht ermittelt) war ein tschechoslowakischer Politiker (Bund der Landwirte, Sudetendeutsche Partei) deutscher Nationalität. Er war von 1929 bis 1938 Abgeordneter des Tschechoslowakischen Abgeordnetenhauses.

## Leben und Werk
Viereckl wurde nach dem Schulbesuch Landwirt und in seiner Freizeit für den Bund der Landwirte im Egerland tätig. 1929 erfolgte seine Wahl in die Nationalversammlung der Tschechoslowakei. Er verteidigte sein Mandat bei den Parlamentswahlen 1935. Nach dem Zusammenschluss des Deutschen Bauernbundes mit der Sudetendeutschen Partei trat er im März 1938 deren Fraktion bei. Nach der deutschen Besetzung des Sudetenlandes infolge des Münchner Abkommens erlosch sein Mandat am 30. Oktober 1938.